# Pilea foliosa
Pilea foliosa är en nässelväxtart som beskrevs av Ellsworth Paine Killip. Pilea foliosa ingår i släktet pileor, och familjen nässelväxter. Inga underarter finns listade i Catalogue of Life.